# Таскинский сельсовет
Таскинский сельсовет — сельское поселение в Каратузском районе Красноярского края.
Административный центр — село Таскино.

## Население
| 2010 | 2012 | 2013 | 2014 | 2015 | 2016 | 2017 |
| ---- | ---- | ---- | ---- | ---- | ---- | ---- |
| 690  | ↗710 | ↗725 | ↘697 | ↘695 | ↘683 | ↗696 |

## Состав сельского поселения
| № | Населённый пункт | Тип населённого пункта       | Население |
| - | ---------------- | ---------------------------- | --------- |
| 1 | Таскино          | село, административный центр | ↗696      |

## Местное самоуправление
Таскинский сельский Совет депутатов
Дата избрания: 14.03.2010. Срок полномочий: 5 лет. Количество депутатов: 7
Глава муниципального образования
- Блумберг Наталья Николаевна. Дата избрания: 04.12.2011. Срок полномочий: 5 лет

## Инфраструктура
Средняя школа (посещают 99 учащихся), детский сад (посещают 40 детей, очереди нет), сельский дом культуры, библиотека, фельдшерско-акушерский пункт, администрация сельсовета, почта, 4 объекта розничной торговли, ветучасток.

## Экономика
Торговля, крестьянское фермерское хозяйство, мини-хлебопекарня, сельскохозяйственный кооператив «Клевер».